# 문효영당
문효영당은 충청북도 청주시 서원구에 있다. 2015년 4월 17일 청주시의 향토유적 제63호로 지정되었다.

## 개요
1708년 문효공 하연과 정경부인 성산이씨 부부영정을 봉안하기 위해 세운 영당이다.